# Francesco Bande
Francesco Bande (Bultei, 29 marzo 1930 – Bultei, 1988) è stato un fisarmonicista e cantante italiano, accompagnatore del ballo sardo, del secondo dopoguerra.

## Biografia
Aveva cominciato a suonare la fisarmonica da giovanissimo, riprendendo la passione del padre Mario per la musica, e ben presto divenne la sua ragione di vita.
Realizzò alcuni dischi con la Italmusica Pigini MilanoS.

## Discografia

### 45 giri
- 1961, Su passu torrau/Sa danza, IPM Milano, IP 3064